# ムーヴィング・ウェイヴス
『ムーヴィング・ウェイヴス』（Moving Waves）は、オランダのプログレッシブ・ロック・バンド、フォーカスが1971年10月に発表した2作目のスタジオ・アルバム。オランダ盤オリジナルLPは『フォーカスII』(Focus II) というタイトルで発売されたが、インターナショナル盤は改題された。本作は好意的な批評に迎えられ、イギリス、アメリカ合衆国、オランダでトップ10入りを果たした。

## 解説

### 経緯
1969年の秋、タイス・ファン・レール（キーボード、フルート、ボーカル）、ハンス・クルフェール（ドラムス）、マーティン・ドレスデン（ベース・ギター）の「トリオ・タイス・ファン・レール」に、元ブレインボックスのヤン・アッカーマン（ギター）が合流して「フォーカス」が誕生した。彼等は翌1970年にデビュー・アルバムFocus Plays Focusを発表し、続いてアッカーマン作の新曲「ハウス・オブ・ザ・キング」を録音した。しかしアッカーマンはファン・レールとそりが合わず、同年フォーカスを脱退することを決心した。
アッカーマンは、共にブレインボックスを結成したピエール・ファン・デル・リンデン（ドラムス） とブレインボックスの結成時に知り合ったシリル・ハフェルマンス〈ベース・ギター、ボーカル）の二人を誘って新しいバンドを結成しようとした。しかし「ハウス・オブ・ザ・キング」のシングルを発表する直前だったレコード会社は、アッカーマンとファン・レールの両者に一緒に活動を続けるように哀願した。アッカーマンは、その条件にファン・デル・リンデンとハフェルマンスをメンバーに迎えることをあげ、それを飲んだファン・レールはクルフェールとドレスデンに別れを告げてアッカーマン達に合流した。新しいフォーカスは1970年12月19日にアムステルダムで初舞台を踏んだ。

### 内容
本作は、60年代に数多くのイギリスのブルース・ロック・ミュージシャンの作品の制作に関わったマイク・ヴァーノンをプロデューサーに迎えて、1971年4月と5月にロンドンで制作された。
ヒット曲「悪魔の呪文」（Hocus Pocus）や、オリジナルLPの片面を占める23分の組曲「イラプション」（Eruption）が収録されている。フォーカスの作品は本作からインストゥルメンタル曲が主体になり、前作のデビュー・アルバムには7曲中5曲だったボーカル曲は、本作ではインターナショナル盤のタイトル曲である「ムーヴィング・ウェイヴス」のみだった。この曲はインド出身でロンドンで活動した音楽家、教師のイナヤット・カーン（1882－1927）の詩にファン・レールが曲をつけたものである。
「イラプション」はオルペウスとエウリュディケーの物語を取り上げたヤコポ・ペーリのオペラ『エウリディーチェ』（Euridice）を翻案した作品で、1971年と1972年のコンサートでは40分間にも及ぶ演奏が披露された。この組曲はファン・レールが作曲した小品を中心に構成されているが、「トミー」（Tommy）は、オランダのプログレッシブ・ロック・バンドのソリューションが1972年に発表したアルバムDivergenceに収録されたアルバム・タイトル曲の改作である。この曲の主題はソリューションのメンバーでファン・レールの旧知のサクソフォ―ン奏者であったメンバーのTom Barlageによってサクソフォ―ン・ソロとして書かれ、このソロをBarlageから聴かされたファン・レールが気に入って、Barlageの名前をとってTom Barlage作の'Tommy'と名付け、ギター曲として「イラプション」に取り入れた。「エウリディーチェ」（Euridice）の共作者であるEelco Nobelは、ファン・レールが1968年2月から約一年間参加した、オランダの人気歌手のラムゼス・シャフィのバッキング・ボーカル・グループのメンバーだった。

## 反響・評価
| 専門評論家によるレビュー | 専門評論家によるレビュー |
| レビュー・スコア         | レビュー・スコア         |
| 出典                     | 評価                     |
| ------------------------ | ------------------------ |
| Allmusic                 | [ 9 ]                    |
| MelodicMusic             | 5/5stars                 |

『フォーカスII』は、1971年10月にリリースされ、オランダの「アルバム・トップ100」では10月16日に初登場8位となって、同年のうちに4位に達した。インターナショナル盤の『ムーヴィング・ウェイヴス』は、イギリスでは1972年11月11日付の全英アルバムチャートで初登場を果たし、1973年3月には2位を記録した。また、1973年にはアメリカ合衆国のBillboard 200でも8位に達し、日本盤は1973年6月に発売され、オリコンLPチャートで79位に達した。
シングル「悪魔の呪文」は、Billboard Hot 100で最高9位となった。
『ムーヴィング・ウェイヴス』は、『Q』誌と『モジョ』誌が選んだ「コズミック・ロック・アルバム40 (40 Cosmic Rock Albums)」の企画で24位に挙げられた。

## 収録曲
| #  | タイトル                                    | 作詞・作曲                                       | 時間 |
| -- | ------------------------------------------- | ------------------------------------------------ | ---- |
| 1. | 「悪魔の呪文 (Hocus Pocus)」                | タイス・ファン・レール、ヤン・アッカーマン       | 6:42 |
| 2. | 「ル・クロシャール (Le Clochard)」          | アッカーマン                                     | 2:01 |
| 3. | 「ジャニス (Janis)」                        | アッカーマン                                     | 3:09 |
| 4. | 「ムーヴィング・ウェイヴス (Moving Waves)」 | ファン・レール、イナヤット・カーン (Inayat Khan) | 2:42 |
| 5. | 「フォーカス II (Focus II)」                | ファン・レール                                   | 4:00 |

| #  | タイトル | 作詞 | 作曲・編曲 | 時間 |
| -- | --- | ---- | ---------- | --- |
| 6. | 「イラプション (Eruption)" - "Orfeus" （ファン・レール） - "Answer" （ファン・レール） - "Orfeus" （ファン・レール） - "Answer" （ファン・レール） - "Pupilla" （ファン・レール） - "Tommy" （トム・バーラーゲ (Tom Barlage)） - "Pupilla" （ファン・レール） - "Answer" （ファン・レール） - "The Bridge" （アッカーマン） - "Euridice" （ファン・レール、エールコ・ノーベル (Eelko Nobel)） - "Dayglow" （ファン・レール） - "Endless Road" （ピエール・ファン・デル・リンデン） - "Answer" （ファン・レール） - "Orfeus" （ファン・レール） - "Euridice" （ファン・レール、ノーベル）」 |      |            | 22:35 - 1:22 - 1:35 - 1:20 - 0:52 - 1:03 - 1:45 - 0:34 - 0:21 - 5:20 - 1:40 - 2:09 - 1:36 - 0:34 - 0:51 - 1:37 |

## パーソネル
- タイス・ファン・レール – ハモンドオルガン、ピアノ、メロトロン、ハーモニウム、フルート、ボーカル
- ヤン・アッカーマン – ギター、ベース
- シリル・ハフェルマンス – ベース、'Pupilla'のボーカル
- ピエール・ファン・デル・リンデン – ドラムス、パーカッション